# 連勝記録 (大相撲)
連勝記録（れんしょうきろく）は、大相撲本場所の本割における幕内の取組で負けることなく白星を重ね続けた記録である。
本項では引き分け・預かりなどを挟まない昭和以降の記録を掲載する。

## 幕内連勝記録

### 歴代連勝記録
- 2023年1月場所終了現在、20連勝以上を記載。

| 順位 | 力士名            | 連勝 | 期間                                                             | 止めた力士       |
| ---- | ----------------- | ---- | ---------------------------------------------------------------- | ---------------- |
| 1位  | 双葉山定次        | 69   | 1936年（昭和11年）1月場所7日目～1939年（昭和14年）1月場所3日目   | 安藝ノ海         |
| 2位  | 白鵬翔            | 63   | 2010年（平成22年）1月場所14日目～2010年（平成22年）11月場所初日  | 稀勢の里         |
| 3位  | 千代の富士貢      | 53   | 1988年（昭和63年）5月場所7日目～1988年（昭和63年）11月場所14日目 | 大乃国           |
| 4位  | 大鵬幸喜          | 45   | 1968年（昭和43年）9月場所2日目～1969年（昭和44年）3月場所初日    | 戸田             |
| 5位  | 白鵬翔            | 43   | 2013年（平成25年）3月場所初日～2013年（平成25年）7月場所13日目   | 稀勢の里         |
| 6位  | 双葉山定次        | 36   | 1942年（昭和17年）5月場所千秋楽～1944年（昭和19年）1月場所5日目  | 松ノ里           |
| 6位  | 白鵬翔            | 36   | 2014年（平成26年）11月場所7日目～2015年（平成27年）3月場所12日目 | 照ノ富士         |
| 8位  | 朝青龍明徳        | 35   | 2004年（平成16年）1月場所初日～2004年（平成16年）5月場所5日目    | 北勝力           |
| 9位  | 大鵬幸喜          | 34   | 1963年（昭和38年）11月場所千秋楽～1964年（昭和39年）5月場所3日目 | 前田川           |
| 9位  | 大鵬幸喜          | 34   | 1966年（昭和41年）11月場所初日～1967年（昭和42年）3月場所4日目   | 淺瀬川           |
| 11位 | 白鵬翔            | 33   | 2009年（平成21年）1月場所11日目～2009年（平成21年）5月場所13日目 | 琴欧洲           |
| 11位 | 白鵬翔            | 33   | 2016年（平成28年）3月場所2日目～2016年（平成28年）7月場所4日目   | 宝富士           |
| 13位 | 羽黒山政司        | 32   | 1945年（昭和20年）6月場所6日目～1947年（昭和22年）6月場所7日目   | 前田山           |
| 13位 | 北の湖敏満        | 32   | 1979年（昭和54年）1月場所8日目～1979年（昭和54年）5月場所9日目   | 三重ノ海         |
| 13位 | 日馬富士公平      | 32   | 2012年（平成24年）5月場所千秋楽～2012年（平成24年）11月場所初日  | 隠岐の海         |
| 16位 | 大鵬幸喜          | 30   | 1963年（昭和38年）3月場所5日目～1963年（昭和38年）7月場所4日目   | 青ノ里           |
| 16位 | 貴乃花光司        | 30   | 1994年（平成6年）9月場所初日～1994年（平成6年）11月場所千秋楽    | 武双山           |
| 16位 | 白鵬翔            | 30   | 2009年（平成21年）9月場所7日目～2010年（平成22年）1月場所6日目   | 把瑠都           |
| 19位 | 双葉山定次        | 29   | 1939年（昭和14年）1月場所10日目～1940年（昭和15年）1月場所10日目 | 五ツ嶋           |
| 20位 | 玉錦三右衛門      | 27   | 1935年（昭和10年）5月場所4日目～1936年（昭和11年）5月場所8日目   | 双葉山           |
| 20位 | 輪島大士          | 27   | 1973年（昭和48年）9場所初日～1973年（昭和48年）11月場所12日目    | 北の富士         |
| 20位 | 朝青龍明徳        | 27   | 2005年（平成17年）1月場所初日～2005年（平成17年）3月場所12日目   | 栃東             |
| 23位 | 大鵬幸喜          | 26   | 1966年（昭和41年）5月場所2日目～1966年（昭和41年）7月場所12日目  | 豊山             |
| 23位 | 若乃花幹士 (2代)  | 26   | 1978年（昭和53年）11月場所初日～1979年（昭和54年）1月場所11日目  | 旭國             |
| 25位 | 大鵬幸喜          | 25   | 1962年（昭和37年）7月場所3日目～1962年（昭和37年）9月場所12日目  | 北葉山           |
| 25位 | 佐田の山晋松      | 25   | 1965年（昭和40年）5月場所2日目～1965年（昭和40年）7月場所11日目  | 豊山             |
| 25位 | 大鵬幸喜          | 25   | 1967年（昭和42年）9月場所初日～1967年（昭和42年）11月場所10日目  | 海乃山           |
| 25位 | 白鵬翔            | 25   | 2007年（平成19年）3月場所千秋楽～2007年（平成19年）7月場所9日目  | 琴光喜           |
| 25位 | 白鵬翔            | 25   | 2017年（平成29年）5月場所初日～2017年（平成29年）7月場所10日目   | 御嶽海           |
| 25位 | 白鵬翔            | 25   | 2018年（平成30年）9月場所初日～2019年（平成31年）1月場所10日目   | 御嶽海           |
| 31位 | 栃錦清隆          | 24   | 1959年（昭和34年）7月場所初日～1959年（昭和34年）9月場所9日目    | 安念山           |
| 31位 | 若乃花幹士 (初代) | 24   | 1960年（昭和35年）3月場所初日～1960年（昭和35年）5月場所9日目    | 北の洋           |
| 31位 | 北の湖敏満        | 24   | 1978年（昭和53年）5月場所千秋楽～1978年（昭和53年）9月場所中日   | 高見山           |
| 31位 | 三重ノ海剛司      | 24   | 1979年（昭和54年）11月場所中日～1980年（昭和55年）3月場所初日    | 千代の富士       |
| 31位 | 北の湖敏満        | 24   | 1980年（昭和55年）5月場所10日目～1980年（昭和55年）9月場所3日目  | 千代の富士       |
| 31位 | 千代の富士貢      | 24   | 1982年（昭和57年）11月場所2日目～1983年（昭和58年）1月場所10日目 | 朝潮             |
| 31位 | 旭富士正也        | 24   | 1990年（平成2年）7月場所4日目～1990年（平成2年）9月場所12日目    | 霧島             |
| 31位 | 朝青龍明徳        | 24   | 2005年（平成17年）3月場所14日目～2005年（平成17年）7月場所7日目  | 琴欧州           |
| 39位 | 白鵬翔            | 23   | 2010年（平成22年）11月場所3日目～2011年（平成23年）1月場所10日目 | 稀勢の里         |
| 39位 | 白鵬翔            | 23   | 2019年（平成31年）3月場所初日～2019年（令和元年）7月場所中日     | 逸ノ城           |
| 39位 | 照ノ富士春雄      | 23   | 2021年（令和3年）9月場所13日目～2022年（令和4年）1月場所5日目    | 玉鷲             |
| 42位 | 羽黒山政司        | 22   | 1951年（昭和26年）9月場所千秋楽～1952年（昭和27年）5月場所6日目  | 鳴門海（不戦敗） |
| 42位 | 北の湖敏満        | 22   | 1977年（昭和52年）3月場所初日～1977年（昭和52年）5月場所7日目    | 黒姫山           |
| 42位 | 千代の富士貢      | 22   | 1984年（昭和59年）11月場所13日目～1985年（昭和60年）3月場所4日目 | 鳳凰             |
| 42位 | 武蔵丸光洋        | 22   | 2001年（平成13年）5月場所4日目～2001年（平成13年）7月場所10日目  | 若の里           |
| 42位 | 朝青龍明徳        | 22   | 2007年（平成19年）3月場所3日目～2007年（平成19年）5月場所9日目   | 安美錦           |
| 47位 | 双葉山定次        | 21   | 1942年（昭和17年）1月場所6日目～1942年（昭和17年）5月場所11日目  | 清美川           |
| 47位 | 北の富士勝昭      | 21   | 1971年（昭和46年）9月場所初日～1971年（昭和46年）11月場所6日目   | 黒姫山           |
| 47位 | 輪島大士          | 21   | 1973年（昭和48年）3月場所千秋楽～1973年（昭和48年）7月場所5日目  | 三重ノ海         |
| 47位 | 北の湖敏満        | 21   | 1976年（昭和51年）11月場所6日目～1977年（昭和52年）1月場所11日目 | 若三杉           |
| 47位 | 琴風豪規          | 21   | 1983年（昭和58年）1月場所2日目～1983年（昭和58年）3月場所7日目   | 北天佑           |
| 47位 | 隆の里俊英        | 21   | 1983年（昭和58年）7月場所13日目～1983年（昭和58年）11月場所3日目 | 大ノ国           |
| 47位 | 千代の富士貢      | 21   | 1987年（昭和62年）11月場所初日～1988年（昭和63年）1月場所6日目   | 逆鉾             |
| 54位 | 安藝ノ海節男      | 20   | 1940年（昭和15年）5月場所7日目～1941年（昭和16年）1月場所11日目  | 照國             |
| 54位 | 大鵬幸喜          | 20   | 1964年（昭和39年）9月場所5日目～1964年（昭和39年）11月場所9日目  | 明武谷           |
| 54位 | 大鵬幸喜          | 20   | 1970年（昭和45年）11月場所6日目～1971年（昭和46年）1月場所10日目 | 琴櫻             |
| 54位 | 輪島大士          | 20   | 1977年（昭和52年）7月場所初日～1977年（昭和52年）9月場所5日目    | 高見山           |
| 54位 | 北の湖敏満        | 20   | 1981年（昭和56年）5月場所9日目～1981年（昭和56年）7月場所13日目  | 朝汐             |
| 54位 | 千代の富士貢      | 20   | 1983年（昭和58年）11月場所2日目～1984年（昭和59年）1月場所6日目  | 朝潮             |
| 54位 | 北の湖敏満        | 20   | 1984年（昭和59年）5月場所初日～1984年（昭和59年）7月場所5日目    | 旭富士           |
| 54位 | 若嶋津六夫        | 20   | 1984年（昭和59年）7月場所初日～1984年（昭和59年）9月場所5日目    | 大ノ国           |
| 54位 | 千代の富士貢      | 20   | 1985年（昭和60年）11月場所5日目～1986年（昭和61年）1月場所9日目  | 旭富士           |
| 54位 | 千代の富士貢      | 20   | 1989年（平成元年）9月場所初日～1989年（平成元年）11月場所5日目   | 両国             |
| 54位 | 北勝海信芳        | 20   | 1990年（平成2年）9月場所2日目～1990年（平成2年）11月場所6日目    | 安芸ノ島         |
| 54位 | 豪栄道豪太郎      | 20   | 2016年（平成28年）9月場所初日～2016年（平成28年）11月場所5日目   | 玉鷲             |

- 太字の力士は、超五十連勝力士碑に刻まれている。
- 最高位は、琴風、若嶋津、豪栄道を除いて、全員横綱である（琴風、若嶋津、豪栄道は大関）。
- なお、50連勝以上の連勝記録を止めた対戦相手は、昭和以前も含めて梅ケ谷の58連勝を止めた大関若嶌を除く全員（小野川、栃木山、安藝ノ海、大乃国、稀勢の里）が横綱へ昇進している。
- 現在、平成（1989年～2019年）生まれで20連勝を超えた力士は照ノ富士ただ1人だけ。21世紀（2001年以後）生まれは達成者がまだいない。
- 全勝しない場合の連勝記録（休場を除いて）は最大で28連勝である。29連勝以上は全勝がある。

### 20連勝以上の回数
幕内の本割で20連勝以上を1回でも達成したことがある力士は、下記の26人である。
| 順位 | 力士名             | 回数 |
| ---- | ------------------ | ---- |
| 1位  | 白鵬翔             | 11回 |
| 2位  | 大鵬幸喜           | 9回  |
| 3位  | 北の湖敏満         | 7回  |
| 3位  | 千代の富士貢       | 7回  |
| 5位  | 双葉山定次         | 4回  |
| 5位  | 朝青龍明徳         | 4回  |
| 7位  | 輪島大士           | 3回  |
| 8位  | 羽黒山政司         | 2回  |
| 9位  | 玉錦三右衛門       | 1回  |
| 9位  | 安芸ノ海節男       | 1回  |
| 9位  | 栃錦清隆           | 1回  |
| 9位  | 若乃花幹士（初代） | 1回  |
| 9位  | 佐田の山晋松       | 1回  |
| 9位  | 北の富士勝昭       | 1回  |
| 9位  | 若乃花幹士（2代）  | 1回  |
| 9位  | 三重ノ海剛司       | 1回  |
| 9位  | 琴風豪規           | 1回  |
| 9位  | 隆の里俊英         | 1回  |
| 9位  | 若嶋津六夫         | 1回  |
| 9位  | 旭富士正也         | 1回  |
| 9位  | 北勝海信芳         | 1回  |
| 9位  | 貴乃花光司         | 1回  |
| 9位  | 武蔵丸光洋         | 1回  |
| 9位  | 日馬富士公平       | 1回  |
| 9位  | 豪栄道豪太郎       | 1回  |
| 9位  | 照ノ富士春雄       | 1回  |

### 30連勝以上の回数
幕内の本割で30連勝以上を1回でも達成したことがある力士は、下記の9人のみである。
| 順位 | 力士名       | 回数 |
| ---- | ------------ | ---- |
| 1位  | 白鵬翔       | 6回  |
| 2位  | 大鵬幸喜     | 4回  |
| 3位  | 双葉山定次   | 2回  |
| 4位  | 羽黒山政司   | 1回  |
| 4位  | 北の湖敏満   | 1回  |
| 4位  | 千代の富士貢 | 1回  |
| 4位  | 貴乃花光司   | 1回  |
| 4位  | 朝青龍明徳   | 1回  |
| 4位  | 日馬富士公平 | 1回  |

### 40連勝以上の回数
幕内の本割で40連勝以上を1回でも達成したことがある力士は、下記の4人のみである。
2回達成したのは、昭和以降白鵬のみである。
| 順位 | 力士名       | 回数 |
| ---- | ------------ | ---- |
| 1位  | 白鵬翔       | 2回  |
| 2位  | 双葉山定次   | 1回  |
| 2位  | 大鵬幸喜     | 1回  |
| 2位  | 千代の富士貢 | 1回  |

### 昭和時代の最高連勝記録
| 順位 | 力士名       | 連勝記録 | 最高位 |
| ---- | ------------ | -------- | ------ |
| 1位  | 双葉山定次   | 69連勝   | 横綱   |
| 2位  | 千代の富士貢 | 53連勝   | 横綱   |
| 3位  | 大鵬幸喜     | 45連勝   | 横綱   |

- 単独力士による重複した連勝記録を除く。
- 20世紀ではこの表と同一

### 平成時代の最高連勝記録
| 順位 | 力士名       | 連勝記録 | 最高位 |
| ---- | ------------ | -------- | ------ |
| 1位  | 白鵬翔       | 63連勝   | 横綱   |
| 2位  | 朝青龍明徳   | 35連勝   | 横綱   |
| 3位  | 日馬富士公平 | 32連勝   | 横綱   |

- 単独力士による重複した連勝記録を除く。
- 21世紀では現在この表と同順位

### 令和時代の最高連勝記録
| 順位 | 力士名       | 連勝記録 | 最高位 |
| ---- | ------------ | -------- | ------ |
| 1位  | 照ノ富士春雄 | 23連勝   | 横綱   |

- 単独力士による重複した連勝記録を除く。
- 令和時代は現在1例のみ

### 1場所15日制・年6場所制（現在の制度）の最高連勝記録
| 順位 | 力士名       | 連勝記録 | 最高位 |
| ---- | ------------ | -------- | ------ |
| 1位  | 白鵬翔       | 63連勝   | 横綱   |
| 2位  | 千代の富士貢 | 53連勝   | 横綱   |
| 3位  | 大鵬幸喜     | 45連勝   | 横綱   |

- 単独力士による重複した連勝記録を除く。
- 昭和生まれではこの表と同順位。

## 幕内初顔連勝記録
幕内初顔連勝記録とは、幕内での初対戦の連勝数のことをいう。

### 歴史
幕内初顔連勝記録として20連勝以上達成の力士は2021年現在まで5人しかいない。
また、玉錦と朝青龍は幕内初顔連勝中のまま現役を退いている。（玉錦は死去、朝青龍は引退）

### 1場所15日制・年6場所制以降
- 1場所15日制・年6場所制以降での幕内初顔20連勝以上は3人しかいない。この3人は、いずれも優勝20回以上の大横綱である。昭和後半から末期の大横綱・北の湖、平成中期の大横綱・朝青龍、平成中期・末期、そして令和初期の大横綱・白鵬の3人がこの記録を達成している。

（太字の力士は2024年1月場所終了現在において現役力士である。）

### 幕内初顔連勝記録の上位5人
| 順位 | 力士名   | 最高位 | 連勝数 | 止めた力士 | 止めた力士の当時の番付 | 止めた力士の最高位 | 備考                                                                  |
| ---- | -------- | ------ | ------ | ---------- | ---------------------- | ------------------ | --------------------------------------------------------------------- |
| 1    | 朝青龍   | 横綱   | 34     |            |                        |                    | 2001年5月場所千秋楽 - 2010年1月場所後引退。連勝継続中のまま引退した。 |
| 2    | 玉錦     | 横綱   | 28     |            |                        |                    | 1931年初日 - 1938年5月場所。連勝継続中のまま、1938年12月に死去。      |
| 2    | 白鵬     | 横綱   | 28     | 荒鷲       | 西前頭2枚目            | 東前頭2枚目        | 2010年3月場所中日 - 2017年1月場所中日。                               |
| 4    | 男女ノ川 | 横綱   | 26     | 羽黒山     | 東小結                 | 横綱               | 1933年1月場所初日 - 1938年5月場所4日目。                              |
| 5    | 北の湖   | 横綱   | 24     | 飛騨乃花   | 西前頭筆頭             | 西前頭筆頭         | 1976年1月場所10日目 - 1981年11月場所中日。                            |

（太字の力士は2023年1月場所終了現在において現役力士である。）

### 上位5人の幕内初顔連勝記録の詳細
- 1位 朝青龍 34連勝

| 連勝 | 日付                 | 当時の番付 | 初顔対戦力士 | 初顔対戦力士の当時の番付 |
| ---- | -------------------- | ---------- | ------------ | ------------------------ |
| 1    | 2001年5月場所千秋楽  | 西小結     | 安芸乃島     | 西前頭9枚目              |
| 2    | 2001年7月場所12日目  | 東小結     | 闘牙         | 西前頭3枚目              |
| 3    | 2002年3月場所2日目   | 西関脇     | 武雄山       | 東前頭筆頭               |
| 4    | 2002年3月場所14日目  | 西関脇     | 安美錦       | 東前頭6枚目              |
| 5    | 2002年7月場所6日目   | 東関脇     | 高見盛       | 東前頭2枚目              |
| 6    | 2002年9月場所初日    | 東大関3    | 霜鳥         | 東前頭2枚目              |
| 7    | 2002年11月場所3日目  | 東大関2    | 北勝力       | 西前頭2枚目              |
| 8    | 2002年11月場所9日目  | 東大関2    | 五城楼       | 西前頭4枚目              |
| 9    | 2003年1月場所11日目  | 東大関     | 岩木山       | 西前頭5枚目              |
| 10   | 2004年1月場所11日目  | 東横綱     | 垣添         | 東前頭5枚目              |
| 11   | 2004年7月場所2日目   | 東横綱     | 黒海         | 東前頭2枚目              |
| 12   | 2004年9月場所9日目   | 東横綱     | 白鵬         | 東前頭3枚目              |
| 13   | 2005年1月場所7日目   | 東横綱     | 琴欧洲       | 東前頭4枚目              |
| 14   | 2005年5月場所5日目   | 東横綱     | 露鵬         | 西前頭筆頭               |
| 15   | 2005年7月場所3日目   | 東横綱     | 普天王       | 西前頭3枚目              |
| 16   | 2005年9月場所12日目  | 東横綱     | 琴奨菊       | 東前頭6枚目              |
| 17   | 2005年11月場所3日目  | 東横綱     | 稀勢の里     | 東前頭5枚目              |
| 18   | 2005年11月場所10日目 | 東横綱     | 安馬         | 西前頭5枚目              |
| 19   | 2006年1月場所4日目   | 東横綱     | 豪風         | 東前頭3枚目              |
| 20   | 2006年1月場所7日目   | 東横綱     | 時天空       | 西前頭9枚目              |
| 21   | 2006年1月場所9日目   | 東横綱     | 白露山       | 東前頭4枚目              |
| 22   | 2006年9月場所7日目   | 東横綱     | 把瑠都       | 東前頭筆頭               |
| 23   | 2007年3月場所4日目   | 東横綱     | 豊ノ島       | 西前頭筆頭               |
| 24   | 2007年3月場所7日目   | 東横綱     | 春日王       | 西前頭3枚目              |
| 25   | 2007年5月場所2日目   | 東横綱     | 豊真将       | 東前頭筆頭               |
| 26   | 2008年1月場所4日目   | 西横綱     | 豪栄道       | 東前頭3枚目              |
| 27   | 2008年3月場所2日目   | 西横綱     | 鶴竜         | 西前頭筆頭               |
| 28   | 2008年3月場所中日    | 西横綱     | 若ノ鵬       | 東前頭4枚目              |
| 29   | 2009年1月場所7日目   | 西横綱     | 嘉風         | 西前頭2枚目              |
| 30   | 2009年3月場所4日目   | 東横綱     | 栃煌山       | 西前頭2枚目              |
| 31   | 2009年7月場所2日目   | 西横綱     | 阿覧         | 東前頭筆頭               |
| 32   | 2009年7月場所5日目   | 西横綱     | 豊響         | 西前頭2枚目              |
| 33   | 2009年9月場所2日目   | 西横綱     | 栃ノ心       | 東前頭筆頭               |
| 34   | 2009年9月場所4日目   | 西横綱     | 翔天狼       | 東前頭2枚目              |

- 2位 玉錦 28連勝

| 連勝 | 日付                | 当時の番付 | 初顔対戦力士         | 初顔対戦力士の当時の番付 |
| ---- | ------------------- | ---------- | -------------------- | ------------------------ |
| 1    | 1931年5月場所初日   | 西大関     | 肥州山               | 東前頭7枚目              |
| 2    | 1931年5月場所2日目  | 西大関     | 伊勢ノ浜             | 東前頭6枚目              |
| 3    | 1931年10月場所初日  | 西大関     | 常盤野               | 東前頭8枚目              |
| 4    | 1932年2月場所2日目  | 東大関     | 大潮                 | 東前頭2枚目              |
| 5    | 1932年2月場所4日目  | 東大関     | 高登                 | 東小結                   |
| 6    | 1932年2月場所6日目  | 東大関     | 沖ツ海               | 西小結                   |
| 7    | 1932年3月場所7日目  | 東大関     | 若瀬川               | 西前頭3枚目              |
| 8    | 1932年5月場所4日目  | 東大関     | 双葉山               | 東前頭2枚目              |
| 9    | 1933年1月場所3日目  | 東横綱     | 大邱山               | 東前頭筆頭               |
| 10   | 1933年5月場所初日   | 東横綱     | 筑波嶺               | 西前頭2枚目              |
| 11   | 1934年5月場所初日   | 東横綱     | 松前山               | 西前頭3枚目              |
| 12   | 1935年1月場所3日目  | 東横綱     | 番神山               | 東前頭2枚目              |
| 13   | 1935年5月場所2日目  | 東横綱     | 巴潟                 | 西小結                   |
| 14   | 1935年5月場所6日目  | 東横綱     | 旭川                 | 西前頭2枚目              |
| 15   | 1936年1月場所2日目  | 東横綱     | 笠置山               | 東前頭2枚目              |
| 16   | 1936年1月場所5日目  | 東横綱     | 綾曻                 | 東小結                   |
| 17   | 1936年1月場所10日目 | 東横綱     | 瓊ノ浦（後の両國）   | 西前頭4枚目              |
| 18   | 1936年5月場所初日   | 東横綱     | 富野山（後の富ノ山） | 西前頭4枚目              |
| 19   | 1936年5月場所2日目  | 東横綱     | 出羽湊               | 西前頭筆頭               |
| 20   | 1936年5月場所4日目  | 東横綱     | 駒ノ里               | 西前頭2枚目              |
| 21   | 1937年1月場所5日目  | 東横綱     | 桂川                 | 西前頭筆頭               |
| 22   | 1937年1月場所6日目  | 東横綱     | 盤石                 | 東前頭筆頭               |
| 23   | 1937年5月場所3日目  | 東横綱     | 五ツ島（後の五ツ嶋） | 西前頭筆頭               |
| 24   | 1937年5月場所7日目  | 東横綱     | 前田山               | 東前頭5枚目              |
| 25   | 1937年5月場所8日目  | 東横綱     | 九州山               | 東前頭筆頭               |
| 26   | 1938年1月場所9日目  | 東横綱     | 名寄岩               | 西前頭2枚目              |
| 27   | 1938年5月場所2日目  | 西横綱     | 羽黒山               | 東小結                   |
| 28   | 1938年5月場所5日目  | 西横綱     | 鯱ノ里               | 西前頭3枚目              |

- 2位 白鵬 28連勝

| 連勝 | 日付                | 当時の番付 | 初顔対戦力士 | 初顔対戦力士の当時の番付 |
| ---- | ------------------- | ---------- | ------------ | ------------------------ |
| 1    | 2010年3月場所中日   | 東横綱     | 玉鷲         | 東前頭4枚目              |
| 2    | 2010年3月場所10日目 | 東横綱     | 土佐豊       | 西前頭4枚目              |
| 3    | 2010年7月場所6日目  | 東横綱     | 白馬         | 東小結                   |
| 4    | 2010年7月場所12日目 | 東横綱     | 北太樹       | 西前頭4枚目              |
| 5    | 2010年9月場所9日目  | 東横綱     | 徳瀬川       | 東前頭4枚目              |
| 6    | 2011年5月場所中日   | 東横綱     | 隠岐の海     | 東前頭4枚目              |
| 7    | 2011年7月場所7日目  | 東横綱     | 若荒雄       | 東前頭3枚目              |
| 8    | 2011年11月場所中日  | 東横綱     | 臥牙丸       | 西前頭3枚目              |
| 9    | 2011年11月場所9日目 | 東横綱     | 栃乃若       | 東前頭4枚目              |
| 10   | 2012年1月場所中日   | 東横綱     | 髙安         | 西前頭3枚目              |
| 11   | 2012年3月場所2日目  | 東横綱     | 妙義龍       | 東前頭筆頭               |
| 12   | 2012年7月場所4日目  | 東横綱     | 碧山         | 東前頭2枚目              |
| 13   | 2012年9月場所2日目  | 東横綱     | 松鳳山       | 東前頭筆頭               |
| 14   | 2012年9月場所3日目  | 東横綱     | 魁聖         | 西前頭筆頭               |
| 15   | 2013年3月場所6日目  | 西横綱     | 千代大龍     | 東前頭2枚目              |
| 16   | 2013年3月場所中日   | 西横綱     | 勢           | 西前頭3枚目              |
| 17   | 2013年5月場所7日目  | 東横綱     | 宝富士       | 東前頭3枚目              |
| 18   | 2014年3月場所3日目  | 東横綱     | 遠藤         | 東前頭筆頭               |
| 19   | 2014年5月場所初日   | 東横綱     | 千代鳳       | 西小結                   |
| 20   | 2014年7月場所中日   | 東横綱     | 大砂嵐       | 西前頭3枚目              |
| 21   | 2014年9月場所3日目  | 東横綱     | 照ノ富士     | 東前頭筆頭               |
| 22   | 2014年9月場所中日   | 東横綱     | 常幸龍       | 東小結                   |
| 23   | 2014年9月場所14日目 | 東横綱     | 逸ノ城       | 東前頭10枚目             |
| 24   | 2015年3月場所2日目  | 東横綱     | 佐田の海     | 東前頭2枚目              |
| 25   | 2015年5月場所10日目 | 東横綱     | 德勝龍       | 西前頭4枚目              |
| 26   | 2016年3月場所2日目  | 西横綱     | 琴勇輝       | 東前頭筆頭               |
| 27   | 2016年5月場所4日目  | 東横綱     | 正代         | 東前頭2枚目              |
| 28   | 2016年7月場所3日目  | 東横綱     | 御嶽海       | 東前頭筆頭               |

- 4位 男女ノ川 26連勝

| 連勝 | 日付                | 当時の番付   | 初顔対戦力士         | 初顔対戦力士の当時の番付 |
| ---- | ------------------- | ------------ | -------------------- | ------------------------ |
| 1    | 1933年1月場所初日   | 前頭（別席） | 大潮                 | 西前頭4枚目              |
| 2    | 1933年1月場所2日目  | 前頭（別席） | 大邱山               | 東前頭筆頭               |
| 3    | 1933年1月場所3日目  | 前頭（別席） | 瓊ノ浦（後の両國）   | 東前頭2枚目              |
| 4    | 1933年1月場所4日目  | 前頭（別席） | 能代潟               | 東小結                   |
| 5    | 1933年1月場所8日目  | 前頭（別席） | 沖ツ海               | 東関脇                   |
| 6    | 1933年1月場所10日目 | 前頭（別席） | 双葉山               | 東前頭5枚目              |
| 7    | 1933年5月場所3日目  | 西小結       | 幡瀬川               | 東前頭4枚目              |
| 8    | 1933年5月場所8日目  | 西小結       | 筑波嶺               | 西前頭2枚目              |
| 9    | 1933年5月場所11日目 | 西小結       | 古賀ノ浦             | 東前頭8枚目              |
| 10   | 1934年1月場所4日目  | 西関脇       | 寶川                 | 西前頭3枚目              |
| 11   | 1934年1月場所6日目  | 西関脇       | 旭川                 | 東前頭3枚目              |
| 12   | 1934年5月場所3日目  | 西張出大関   | 海光山               | 西前頭2枚目              |
| 13   | 1935年1月場所3日目  | 西張出大関   | 松前山               | 西前頭筆頭               |
| 14   | 1935年1月場所6日目  | 西張出大関   | 番神山               | 東前頭2枚目              |
| 15   | 1935年5月場所7日目  | 西大関       | 巴潟                 | 西小結                   |
| 16   | 1936年1月場所3日目  | 東大関       | 出羽ノ花             | 東前頭筆頭               |
| 17   | 1936年1月場所4日目  | 東大関       | 出羽湊               | 東前頭5枚目              |
| 18   | 1936年1月場所8日目  | 東大関       | 綾曻                 | 東小結                   |
| 19   | 1936年5月場所2日目  | 東横綱大関   | 笠置山               | 東前頭3枚目              |
| 20   | 1936年5月場所6日目  | 東横綱大関   | 駒ノ里               | 西前頭2枚目              |
| 21   | 1937年1月場所初日   | 西横綱       | 盤石                 | 東前頭筆頭               |
| 22   | 1937年1月場所3日目  | 西横綱       | 桂川                 | 西前頭筆頭               |
| 23   | 1937年1月場所9日目  | 西横綱       | 玉ノ海               | 東前頭3枚目              |
| 24   | 1938年1月場所2日目  | 東横綱大関   | 名寄岩               | 西前頭2枚目              |
| 25   | 1938年1月場所7日目  | 東横綱大関   | 九州山               | 西小結                   |
| 26   | 1938年5月場所3日目  | 東張出横綱   | 五ツ島（後の五ツ嶋） | 東前頭2枚目              |

- 5位 北の湖 24連勝

| 連勝 | 日付                | 当時の番付 | 初顔対戦力士         | 初顔対戦力士の当時の番付 |
| ---- | ------------------- | ---------- | -------------------- | ------------------------ |
| 1    | 1976年1月場所10日目 | 東横綱     | 青葉山               | 東前頭4枚目              |
| 2    | 1976年3月場所6日目  | 東横綱     | 玉輝山               | 西前頭3枚目              |
| 3    | 1977年1月場所9日目  | 東横綱     | 隆ノ里（後の隆の里） | 西前頭4枚目              |
| 4    | 1977年3月場所3日目  | 西横綱     | 舛田山               | 東前頭4枚目              |
| 5    | 1977年5月場所2日目  | 東横綱     | 琴ヶ嶽               | 西前頭筆頭               |
| 6    | 1977年5月場所7日目  | 東横綱     | 琴風                 | 東前頭筆頭               |
| 7    | 1977年5月場所10日目 | 東横綱     | 魁輝                 | 西前頭3枚目              |
| 8    | 1977年9月場所12日目 | 西横綱     | 蔵間                 | 西前頭3枚目              |
| 9    | 1978年1月場所5日目  | 西横綱     | 栃赤城               | 西前頭2枚目              |
| 10   | 1978年5月場所9日目  | 東横綱     | 尾形（後の天ノ山）   | 西前頭2枚目              |
| 11   | 1978年7月場所初日   | 東横綱     | 千代の富士           | 西小結                   |
| 12   | 1978年9月場所中日   | 東横綱     | 出羽の花             | 東前頭2枚目              |
| 13   | 1979年1月場所2日目  | 東張出横綱 | 琴若                 | 東前頭2枚目              |
| 14   | 1979年1月場所9日目  | 東張出横綱 | 三杉磯               | 西前頭2枚目              |
| 15   | 1979年3月場所10日目 | 東横綱     | 谷嵐                 | 西前頭4枚目              |
| 16   | 1979年3月場所11日目 | 東横綱     | 朝汐（後の朝潮）     | 東前頭筆頭               |
| 17   | 1979年5月場所13日目 | 東横綱     | 黒瀬川               | 西前頭7枚目              |
| 18   | 1979年7月場所初日   | 西横綱     | 巨砲                 | 西前頭筆頭               |
| 19   | 1979年9月場所2日目  | 西横綱     | 蔵玉錦               | 西前頭4枚目              |
| 20   | 1979年9月場所13日目 | 西横綱     | 鳳凰                 | 東前頭9枚目              |
| 21   | 1981年3月場所3日目  | 東横綱     | 若島津（後の若嶋津） | 東前頭4枚目              |
| 22   | 1981年5月場所12日目 | 東横綱     | 佐田の海             | 西前頭7枚目              |
| 23   | 1981年7月場所5日目  | 東横綱     | 大寿山               | 西前頭3枚目              |
| 24   | 1981年9月場所4日目  | 東横綱     | 琴千歳               | 東前頭5枚目              |

（太字の力士は2025年1月場所終了現在において現役力士である。）

## 十両を含む連勝記録
- 20連勝以上した記録に限定して列挙する。
- 優勝決定戦の敗北は吟味しない。
- 四股名は全て当時のもの。
- ○の力士は幕下から十両にかけての連勝記録、◎の力士は十両から幕内にかけての連勝記録、太字の力士は幕下から幕内にかけての連勝記録の達成者を示している。

| 順位 | 力士名                    | 連勝   | 連勝開始            | 停止直前の白星      | 停止の理由                  |
| ---- | ------------------------- | ------ | ------------------- | ------------------- | --------------------------- |
| 1位  | 北の冨士（後の北の富士）◎ | 23連勝 | 1963年9月場所13日目 | 1964年1月場所5日目  | 同場所6日目の若見山戦で敗北 |
| 2位  | 栃ノ心◎                   | 22連勝 | 2014年7月場所12日目 | 2014年11月場所3日目 | 同場所4日目の玉鷲戦で敗北   |
| 3位  | 長浜（後の豊山）〇        | 21連勝 | 1970年3月場所11日目 | 1970年9月場所5日目  | 同場所6日目の輪島戦で敗北   |
| 3位  | 把瑠都                    | 21連勝 | 2006年1月場所5日目  | 2006年5月場所初日   | 同場所2日目の栃乃花戦で敗北 |
| 3位  | 阿炎○                     | 21連勝 | 2021年3月場所初日   | 2021年7月場所7日目  | 同場所中日の魁勝戦で敗北    |
| 6位  | 照ノ富士○                 | 20連勝 | 2019年11月場所初日  | 2020年1月場所13日目 | 同場所14日目の錦木戦で敗北  |

## 幕下以下における連勝記録
- 幕下以下1場所7番制が導入された1960年7月場所以降の記録。
- 太字は序ノ口に初めて在位した場所の1番相撲からの連勝記録。
- 20連勝以上した記録に限定して列挙する。
- 優勝決定戦の敗北は吟味しない。
- 四股名は全て当時のもの。

| 順位 | 力士名                 | 連勝   | 連勝開始            | 停止直前の白星       | 停止の理由 |
| ---- | ---------------------- | ------ | ------------------- | -------------------- | --- |
| 1位  | 土佐豊                 | 30連勝 | 2007年5月場所8日目  | 2008年1月場所9日目   | 同場所11日目の阿覧戦で敗北                                                                                                |
| 2位  | 佐久間山（後の常幸龍） | 27連勝 | 2011年7月場所2日目  | 2012年1月場所11日目  | 同場所13日目の千昇戦で敗北                                                                                                |
| 3位  | 板井                   | 26連勝 | 1978年11月場所初日  | 1979年5月場所9日目   | 同場所10日目の大錦戦で敗北                                                                                                |
| 3位  | 志賀（後の栃東）       | 26連勝 | 1995年1月場所8日目  | 1995年9月場所2日目   | 同場所3日目の出羽嵐戦で敗北                                                                                               |
| 5位  | 元林 （後の欧勝竜）    | 24連勝 | 2019年7月場所2日目  | 2020年1月場所5日目   | 同場所7日目の琴太豪戦で敗北                                                                                               |
| 6位  | 古市                   | 22連勝 | 1998年5月場所3日目  | 1998年11月場所4日目  | 同場所5日目の西野戦で敗北                                                                                                 |
| 6位  | 時天空                 | 22連勝 | 2002年9月場所初日   | 2003年3月場所初日    | 同場所3日目の古市戦で敗北                                                                                                 |
| 6位  | 竜電                   | 22連勝 | 2014年7月場所13日目 | 2015年1月場所13日目  | 翌場所2日目の天空海戦で敗北                                                                                               |
| 6位  | 飛翔富士               | 22連勝 | 2015年3月場所初日   | 2015年9月場所2日目   | 同場所4日目の千代翔馬戦で敗北                                                                                             |
| 10位 | 琴天太改め琴天山       | 21連勝 | 1986年1月場所初日   | 1986年5月場所13日目  | 初土俵以来無敗で廃業 |
| 10位 | 朝青龍                 | 21連勝 | 1999年3月場所5日目  | 1999年9月場所3日目   | 同場所6日目の若風戦で敗北                                                                                                 |
| 10位 | 白石（後の白乃波）     | 21連勝 | 2004年7月場所初日   | 2004年11月場所13日目 | 翌場所初日の一の谷戦で敗北                                                                                                |
| 10位 | 北勝国                 | 21連勝 | 2010年11月場所2日目 | 2011年5月場所13日目  | 翌場所初日の北磻磨戦で敗北                                                                                                |
| 10位 | 木﨑（後の美ノ海）     | 21連勝 | 2016年5月場所5日目  | 2016年11月場所4日目  | 同場所5日目の豪頂山戦で敗北                                                                                               |
| 10位 | 炎鵬                   | 21連勝 | 2017年5月場所2日目  | 2017年9月場所13日目  | 翌場所2日目の常幸龍戦で敗北                                                                                               |
| 10位 | 北青鵬                 | 21連勝 | 2020年7月場所初日   | 2020年11月場所13日目 | 2021年1月場所は2019新型コロナウイルス感染者 との濃厚接触の可能性があるため初日から休場。 2021年3月場所2日目の時栄戦で敗北 |
| 10位 | 藤青雲                 | 21連勝 | 2021年5月場所2日目  | 2021年9月場所13日目  | 翌場所2日目の上戸戦で敗北                                                                                                 |
| 18位 | 深尾（後の明瀬山）     | 20連勝 | 2008年3月場所2日目  | 2008年7月場所11日目  | 同場所13日目の駿河司戦で敗北                                                                                              |
| 18位 | 寺下（後の丹蔵）       | 20連勝 | 2009年9月場所13日目 | 2010年3月場所9日目   | 同場所11日目の大露羅戦で敗北                                                                                              |
| 18位 | 安彦（後の剣翔）       | 20連勝 | 2014年3月場所初日   | 2014年7月場所11日目  | 同場所13日目の飛燕力戦で敗北                                                                                              |
| 18位 | 安青錦                 | 20連勝 | 2023年11月場所初日  | 2024年3月場所11日目  | 同場所13日目の長村戦で敗北                                                                                                |

尚、十両昇進によって停止した幕下以下における連勝に限定すると、長浜広光（上述）及び山崎直樹（後の大翔山）の16連勝が最多。十両昇進後も両者の連勝は続き、最終的に長浜は21連勝、大翔山は18連勝まで伸ばした。